# Деревесниково
Дереве́сниково (рос. Деревесниково) — присілок у складі Великоустюзького району Вологодської області, Росія. Входить до складу Мардензького сільського поселення.

## Населення
Населення — 1 особа (2010; 0 у 2002).